# Ambros Zündel
Ambros Zündel (* 9. Februar 1846 in Schwarzenberg im Bregenzerwald; † 2. November 1905 in Furth bei Göttweig) war ein österreichischer Lehrer und Oberlehrer, sowie auf dem Gebiet der Archäologie tätig, wofür er 1894 mit dem Ehrenamt und dem Ehrentitel „Correspondent der k.k. Central-Commission für Kunst – und historische Denkmale“ ausgezeichnet wurde. Er war der erste Lehrer der Volksschule Gemeinlebarn von deren Gründung 1877 an bis 1902.
Im Zuge des Baus der Franz-Josefs-Bahn (S40 zwischen Wien/Tulln und St. Pölten) durch Gemeinlebarn wurden 1885 in der Nähe der Bahnhaltestelle Gräber angeschnitten. Ambros Zündel führte daraufhin mit Adalbert Dungel, dem Abt des Stiftes Göttweig, die ersten archäologischen Untersuchungen im Ortszentrum, sowie der westlich gelegenen Grabhügel (Tumuli) von Gemeinlebarn durch. Diese Grabhügel geben der Ortschaft Gemeinlebarn ihren Namen: „Der Ortsname 'Gemeinlebarn' enthält verkürzt das Wort 'lewer', das im althochdeutschen 'Grabhügel' bedeutet. Gemeinlebarn bezeichnet also einen Ort, wo 'die Leute bei den Grabhügeln wohnten'.“  (vgl. dazu Leeberg)